# Bolu (provincie)
Bolská provincie je tureckou provincií, nachází se v severozápadní části Malé Asie. Rozloha provincie činí 10 716 km2, v roce 2005 zde žilo 265 139 obyvatel. Hlavním městem provincie je Bolu.

## Administrativní členění
Bolská provincie se administrativně člení na 9 distriktů:
- Bolu
- Dörtdivan
- Gerede
- Göynük
- Kıbrıscık
- Mengen
- Mudurnu
- Seben
- Yeniçağa